# Меншиков Олександр Володимирович
Олександр Володимирович Меншиков (рос. Александр Владимирович Меньшиков; 22 жовтня (4 листопада) 1917, Подольськ, Московська губернія — 25 жовтня 1995, Москва) — радянський футбольний суддя. Суддя всесоюзної категорії, представляв Москву.
У класі «А» провів 81 матч (1957 — 1967). Потрапляв до списку найкращих арбітрів СРСР 5 разів: 1959, 1960, 1963, 1965 і 1966.